# Heliconius duckei
Heliconius duckei är en fjärilsart som beskrevs av Brown och Benson 1977. Heliconius duckei ingår i släktet Heliconius och familjen praktfjärilar. Inga underarter finns listade i Catalogue of Life.